# Nad Marastkem
Nad Marastkem (též uváděno jako Nad Maráskem) je hora v Brdské vrchovině, v části Jižní Brdy, asi 10 km západně od Rožmitálu pod Třemšínem. S výškou 805 m jde o nejnižší brdskou osmistovku, ale také o nejvyšší horu Brd ležící v Plzeňském kraji. Hora představuje jižní cíp hlavního brdského hřebene, který pokračuje na severovýchod přes vrch Na skálách (746 m) a dále do Středních Brd. Skalnatý vrchol nabízí výhled na jihozápad z odkrytého kamenného moře, na kterém lze narazit na v Brdech ojedinělý (i když druhotný) výskyt kosodřeviny.

## Název
Název se vztahuje k jménu lesa Marastek ležícího západně od vrcholu a pochází od slova marast, tedy mokřina, bahniště. Dřívější název Nad Maráskem pochází z vojenských topografických map z 19. a 20. století  a pravděpodobně vznikl zkomolením názvu Nad Marastkem. Vrchol také nesl název U pyramidy, podle charakteristického tvaru skály na vrcholu.

## Přístup
Hora se nachází mimo Vojenský újezd Brdy a je tak přístupná bez omezení. Nejvhodnějším východiskem je obec Míšov, odkud vede zelená turistická značka, která po 4 km a 200 metrech převýšení končí na rozcestí těsně pod vrcholem. Přes toto rozcestí vede i žlutá značka z Borovna (5 km), která dále pokračuje až na Třemšín.

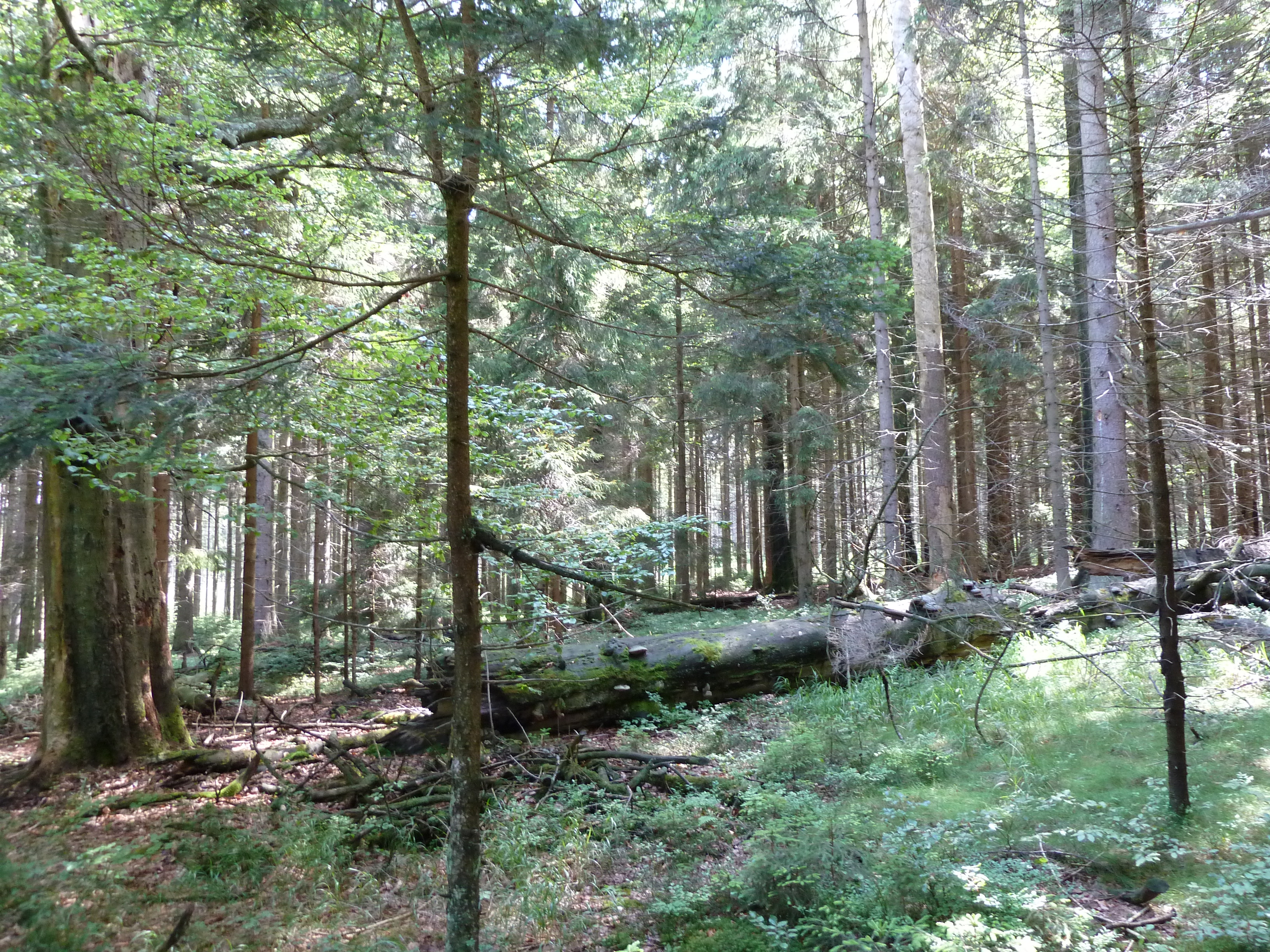
Přírodní památka Míšovské buky

## Ochrana přírody
Na svazích hory se nachází tři maloplošná chráněná území:
- PP Míšovské buky – na severovýchodním svahu, necelý kilometr od vrcholu. Důvodem ochrany je zbytek kyselé bikové bučiny a jedlobučiny, rozkládající se na ploše 5 hektarů. Roste zde největší brdská jedle, jejíž obvod se blíží čtyřem metrům.

- PR Fajmanovy skály a Klenky – na jihozápadním svahu, kilometr od vrcholu. Důvodem ochrany je zbytek reliktních borů a jedlobučin, rozkládající se na 29 hektarech. V těchto místech roste horská bylina sedmikvítek evropský a lze tu zahlédnout výra velkého.

- PR Getsemanka I. a II. – na východním svahu, 2 km od vrcholu. Důvodem ochrany jsou fragmenty přirozených porostů horských bučin, olšin a suťových lesů včetně reprezentativních druhů lišejníků, rostlin a živočichů. Ze savců se v rezervaci běžně vyskytuje jelen evropský a lokalita je i součástí teritoria rysa ostrovida.